# Catuji
Catuji es un municipio brasileño del estado de Minas Gerais. Su población estimada en 2004 era de 67.739 habitantes.